# Олисово (Вологодская область)
Олисово — деревня в Чагодощенском районе Вологодской области.
Входит в состав Лукинского сельского поселения, с точки зрения административно-территориального деления — в Лукинский сельсовет.
Расстояние по автодороге до районного центра Чагоды — 50 км, до центра муниципального образования деревни Анишино — 9 км. Ближайшие населённые пункты — Котово, Сиротово, Чикусово.
По переписи 2002 года население — 14 человек.